# Rumba di tango
Rumba di tango è un singolo dei cantanti italiani Giorgio Faletti e Orietta Berti, pubblicato nel febbraio 1992.

## Descrizione
Il brano è stato scritto dal solo Faletti ed è stato presentato al Festival di Sanremo 1992, venendo tuttavia eliminato alla prima esibizione.

## Tracce
Testi e musiche di Giorgio Faletti.
Lato A
1. Rumba di tango – 4:31

Lato B
1. Rumba di tango (versione strumentale) – 4:31